# Władysław
Władysław – imię męskie pochodzenia słowiańskiego złożone z dwu członów: vlad- („władać”) oraz -slav („sława”) i oznacza „ten, który włada sławą”, tj. „sławny, znamienity”.
Pierwszym Władysławem wśród Piastów był Władysław I Herman, syn Kazimierza I Odnowiciela i Dobroniegi Marii. Istnieje teoria, iż jest to pierwotnie imię bułgarskie, zapożyczone przez Węgry do Polski i za pośrednictwem polskim zaszczepione w Czechach. Na polskim gruncie powstała również inna forma tego imienia, bardziej dostosowana do specyfiki języka polskiego: Włodzisław. Nie jest możliwe dokładne określenie, która z tych form pojawiła się w Polsce wcześniej, jakkolwiek w obu przypadkach dotyczy to XI wieku. Ostatnim Władysławem wśród Piastów był Władysław zatorski, z linii książąt cieszyńskich i oświęcimskich, zmarły pod koniec XV wieku. „Włodzisław” wyraźnie nazwany zakonnikiem reguły św. Benedykta (fratri nostro Wladislao de Polonia monacho dieti monasterii nostri).
Istnieje również rzadko występująca forma Ładysław, stanowiąca zapożyczenie z języków sąsiednich, zwłaszcza czeskiego i słowackiego.
Zdrobnienia: Wład, Władeczek, Władek, Władzio, Władziu. Żeński odpowiednik: Władysława.
W Polsce szczególną popularnością cieszył się Władysław na początku XIX wieku, kiedy zapanowała moda na imiona historyczne. Imię Władysław pozostaje imieniem popularnym. W XXI wieku jego popularność spada. W 2001 imię Władysław nosiło 312 332 Polaków, natomiast w styczniu 2024 w rejestrze PESEL, wśród publicznie dostępnych danych dotyczących osób żyjących, wykazano 70 920 mężczyzn o imieniu Władysław nadanym jako imię pierwsze. W tym samym rejestrze mężczyzn o imieniu Ładysław wykazano 45, zaś Włodzisławów – 78.
Od imienia Władysław pochodzi nazwisko Władysławski nadane Gabrielowi Prowancjuszowi na cześć królewicza Władysława (z rodu Wazów), którego był nauczycielem.
Władysław imieniny obchodzi: 30 czerwca> (przesunięte z 27 czerwca) i 25 września.

## Imię Władysław/Ładysław/Włodzisław w innych językach[13]
- łacina – Ladislaus, Wladislaus, Vladislaus
- język kaszubski – Władisłôw
- język białoruski – Уладзіслаў
- język czeski – Vladislav, Ladislav
- język słowacki – Vladislav, Ladislav
- język chorwacki – Ladislav
- język ukraiński – Владислав
- język rosyjski – Владислав
- język węgierski – Ulászló, László
- język litewski – Vladislovas
- język łotewski – Vladislavs
- język niemiecki – Ladislaus, Wladislaw, Vladislav
- język norweski – Vladislav
- język szwedzki –  Ladislaus, Vladislav
- język francuski – Ladislas, Vladislas, Vladislav
- język hiszpański – Ladislao, Vladislao
- język portugalski – Ladislau
- język włoski – Ladislao
- język chiński – 瓦迪斯瓦夫
- język japoński – ヴワディスワフ (Uwadisuwafu)

## Mężczyźni o imieniu Władysław

### Królowie i książęta polscy
- Władysław I Herman (ok. 1043–1102)
- Władysław II Wygnaniec (1105–1159)
- Władysław III Laskonogi (1161/7–1231)
- Władysław Odonic (ok. 1190–1239)
- Władysław opolski (ok. 1225–1281/2)
- Władysław Łokietek (1260/61–1333)
- Władysław Biały (ok. 1330–1388)
- Władysław Opolczyk (1326/30–1401)
- Władysław II Jagiełło (ok. 1362–1434)
- Władysław III Warneńczyk (1424–1444)
- Władysław IV Waza (1595–1648)

### Święci i błogosławieni Kościoła katolickiego
- św. Władysław (Władysław I Święty) – król Węgier
- bł. Władysław z Gielniowa – franciszkanin
- Władysław Demski – błogosławiony Kościoła Katolickiego

### Inne
- Władysław Anders – generał
- Władysław Bartoszewski – polityk
- Władysław Bobowski – biskup pomocniczy tarnowski
- Władysław Broniewski – poeta
- Władysław Ciastoń – milicjant
- Władysław Dzierżyński – neurolog
- Władysław Ekielski – architekt
- Władysław Findeisen – profesor Politechniki Warszawskiej
- Władysław z Gielniowa
- Władysław Gomułka – polityk
- Władysław Gosiewski – matematyk
- Władysław Grabski – polityk
- Władysław Hańcza – aktor
- Władysław Hasior – rzeźbiarz
- Władysław Henzel – pułkownik Wojska Polskiego
- Władysław Jabłonowski – generał
- Władysław Jabłonowski – lekarz
- Władysław Kierdelewicz – trener
- Władysław Komar – lekkoatleta, mistrz olimpijski
- Władysław Kowalski – aktor
- Władysław Kowalski – polityk
- Władysław Kosiniak-Kamysz – polityk
- Władysław Kruczek – polityk
- Władysław Łuczyński – malarz
- Władysław Malecki – malarz
- Władysław Marcinkowski – rzeźbiarz
- Władysław Mickiewicz – działacz emigracyjny, syn Adama
- Władysław Miśkiewicz – oficer powstania styczniowego
- Władysław Orkan – poeta
- Władysław Orlicz – matematyk
- Władysław Raczkiewicz – polityk
- Władysław Raginis – kapitan Wojska Polskiego
- Władysław Reichelt – polityk
- Władysław Reymont – pisarz
- Władysław Jozafat Sapieha – wojewoda brzeskolitewski
- Władysław Segda – szermierz
- Władysław Sikorski – generał
- Władysław Skoczylas – drzeworytnik
- Władysław Stasiak – urzędnik państwowy
- Władysław Strzemiński – malarz
- Władysław Szkop – polityk
- Władysław Szpilman – kompozytor
- Władysław Ślewiński – malarz
- Władysław Tatarkiewicz – filozof
- Władysław Terlecki – pisarz
- Władysław Turski – informatyk
- Władysław Waszczuk – piłkarz ukraiński polskiego pochodzenia
- Władysław Witwicki – polski psycholog, filozof, tłumacz, lektor radiowy, teoretyk sztuki i artysta
- Władysław Zambrzycki – pisarz
- Władysław Ziółek – duchowny katolicki
- Władysław Żeleński – kompozytor
- Władysław Żmuda – piłkarz

## Postacie fikcyjne
- Władysław Niwiński – bohater serialu Polskie drogi
- Władysław Konarski - bohater serialu Czas honoru
- Władysław Jarociński - bohater serialu 1920. Wojna i miłość